# أولافور راغنار غريمسون
أولافور راغنار غريمسون (بالآيسلندية: Ólafur Ragnar Grímsson )‏، ولد في يوم 14 مايو سنة 1943، وهو خامس رئيس لأيسلندا.، وهو في المنصب منذ 29 يونيو 1996 إلى حد الآن، وقد أعيد انتخابه بالتزكية في 24 يونيو 2000، وقد تم انتخابه لفترة ولاية ثالثة في 26 يونيو 2004، كما أُعيد انتخابه مجددا في 28 يونيو 2008، وفي انتخابات 2012 تحصل على 52,5 % فجُدِّدت ولايته إلى غاية 2016 وبذلك يعتبر أكثر رئيس خدم أيسلندا في تاريخها .
و شغل أولافور منصب وزير المالية من 1988 إلى غاية 1991.

## روابط خارجية
- أولافور راغنار غريمسون على موقع الموسوعة البريطانية (الإنجليزية)
- أولافور راغنار غريمسون على موقع مونزينجر (الألمانية)
- أولافور راغنار غريمسون على موقع إن إن دي بي (الإنجليزية)